# Coca-Cola 600
La Coca-Cola 600 (in passato conosciuta anche con il nome di World 600), è una gara automobilistica di stock car appartenente alle NASCAR Cup Series che si tiene presso lo Charlotte Motor Speedway di Concord, in North Carolina (Stati Uniti). Attualmente è l'unica gara delle Cup Series che ogni anno si percorre interamente sull'ovale di Charlotte; la seconda gara, la Bank of America Roval 400, si svolge sfruttando anche il tracciato interno alla pista (appunto, il roval).
La Coca-Cola 600 è la gara più lunga di tutte le Cup Series, venendo disputata sulla lunghezza di 600 miglia (pari a circa 970 km). Con la sua partenza tradizionalmente fissata alle 18:20 del pomeriggio, la gara si svolge su un tracciato che cambia le sue caratteristiche con l'andare avanti dei giri, arrivando a conclusione soltanto di notte sotto la luce dei riflettori dell'ovale. L'orario tardo è dato dal fatto che tradizionalmente la gara si corre nello stesso weekend in cui si disputa la Indianapolis 500 delle IndyCar Series, ovvero l'ultimo del mese di maggio; diversi piloti hanno tentato il cosiddetto double-duty, ovvero il disputare entrambe le gare nello stesso giorno: l'ultimo a riuscirci è stato Kurt Busch nel 2014. L'accoppiata Coca-Cola 600 e Indianapolis 500 ha spesso coinciso anche con il Gran Premio di Monaco di Formula 1.

## Origini del circuito
Nella primavera del 1959, Curtis Turner tornò a Charlotte, nella Carolina del Nord, dopo aver visto il Daytona International Speedway di Bill France Sr. e ebbe l'idea di costruire una pista da corsa nell'area circostante. Turner pensava di poter prendere in prestito abbastanza denaro per costruire una pista da 750.000 dollari con 45.000 posti permanenti nella sua proprietà nella contea di Cabarrus, nella Carolina del Nord. In seguito, apprese che un gruppo guidato da Bruton Smith aveva un'idea simile di costruire una pista vicino a Pineville.
Smith e Turner hanno formato un'alleanza per costruire la pista e hanno firmato un contratto con la NASCAR per organizzare un evento di 600 miglia il Memorial Day. Una volta che la squadra di costruzione ha aperto il terreno, ha trovato uno strato di granito sotto il terriccio, facendo aumentare i costi di costruzione. Solo l'area per la prima svolta ha utilizzato dinamite per un valore di 70.000 dollari, facendo lievitare il piano di costruzione di Turner da 750.000 dollari a quasi due milioni di dollari. Nella primavera del 1960, Turner implorò un rinvio della gara di sei settimane dopo che una tempesta di neve ritardò la gettata di cemento.
A due settimane dalla gara inaugurale, il subappaltatore della pavimentazione ha minacciato di lasciare il lavoro per mancato pagamento. Per trattenerlo lì, Turner e uno dei suoi amici hanno minacciato il subappaltatore con un fucile e una pistola per assicurarsi che il tratto posteriore della pista fosse completato. Il primo evento al Charlotte Motor Speedway, appena completato, si tenne il 19 giugno 1960.

## Storia
L'evento iniziò come un tentativo della NASCAR di organizzare un evento del fine settimana del Memorial Day per competere con la 500 Miglia di Indianapolis a ruote scoperte. Fu solo nel 1974, tuttavia, che entrambe le gare gareggiarono testa a testa nello stesso giorno, a causa di Indianapolis. ' politica di non gareggiare la domenica precedente. Prima del 1974, le due gare si svolgevano in giorni diversi della settimana e in alcune occasioni alcuni piloti partecipavano ad entrambe. Continuarono anche dopo che la Coca-Cola 600 fu spostata nello stesso giorno, anche se in misura minore. Il primo Mondiale 600 si è svolto il 16 giugno a causa di ritardi nella costruzione del completamento del Charlotte Motor Speedway. La gara del 2009, rinviata dalla pioggia rispetto alla data originale del 24 maggio, è stata la prima gara a svolgersi nello stesso Memorial Day.
Dopo l'installazione delle luci nel 1992, i fan chiesero alla direzione del circuito di iniziare la gara più tardi nel corso della giornata a causa del famigerato caldo e umidità della Carolina del Nord. Volevano seguire la popolarità di The Winston della settimana precedente e spostare la gara in un finale notturno per creare temperature più fresche per gli spettatori. L'orario di inizio è stato spostato più volte indietro nel corso degli anni '90 e infine fissato alle 17:30 nel 2001, per tentare di terminare la gara entro le 22:00 ET, in tempo per le notizie locali sugli affiliati Fox.
Con il nuovo orario di inizio sono arrivate nuove sfide. Non solo i team di gara devono affrontare il caldo torrido della Carolina, ma il notevole calo di temperatura notturno influisce sulle condizioni della pista.
La parte notturna della gara è illuminata con un sistema che utilizza riflettori parabolici in modo da ridurre al minimo il pericoloso abbagliamento che altrimenti si avrebbe negli occhi dei piloti. Lo spostamento della gara in prima serata ha permesso ai piloti di fare il Double Duty: correre la 500 Miglia di Indianapolis, poi volare immediatamente da Indianapolis a Charlotte e partecipare alla Coca-Cola 600. Gli esperti non sono d'accordo sull'opportunità, per motivi di salute e sicurezza Per questo motivo, a chiunque dovrebbe essere consentito di correre 1.100 miglia in un giorno, ma nessun ente governativo ha stabilito alcun regolamento per impedirlo. Dal 2005 al 2010, la questione è diventata controversa quando lo stato dell’Indiana ha finalmente deciso di implementare l'ora legale. Ciò ha comportato solo un intervallo di circa un'ora tra la fine della 500 Miglia di Indianapolis e l'inizio della 600 Miglia di Coca-Cola. L'orario di inizio della 500 Miglia di Indianapolis è stato spostato indietro a mezzogiorno orientale nel 2011, ma solo un tentativo - da Kurt Busch in 2014 – è stato realizzato da allora.
Fino all'entrata in vigore della transazione legale Ferko, la gara era considerata la terza tappa del Grande Slam e una volta faceva parte del Winston Million. È considerata una delle cinque migliori gare NASCAR annuali.
A partire dal 2017, la NASCAR ha adottato il formato delle corse a tappe, dividendo ciascuna delle prime tre gare della divisione in tre fasi. Originariamente, la 600 avrebbe dovuto avere le fasi 1 e 2 lunghe 115 giri, con la terza e ultima fase che comprendeva i restanti 170 giri. Solo poche settimane prima della gara, il formato delle tappe della gara è stato modificato con l'aggiunta di una quarta tappa e la gara è divisa in quattro tappe uniformi da 100 giri ciascuna. Ciò la rende l'unica gara in programma con quattro tappe invece di tre. Se il tempo interferisce, si applica ancora la regola della NASCAR secondo cui una gara diventa ufficiale dopo la conclusione della seconda fase. Inoltre, rende la Coca-Cola 600 la gara con il punteggio più alto in termini di punti che un pilota può raccogliere. Di solito, se un pilota completa tutte le fasi e supera l'ispezione, ottiene 60 punti (40 per la vittoria e 10 per le prime due fasi), ma con 4 fasi il massimo è 70 (cosa che Kyle Busch ha ottenuto nel 2018 e Kyle Larson in 2021
Come parte del tributo annuale della corsa all'esercito degli Stati Uniti, "Amazing Grace" (eseguita dalla Charlotte Fire Department Pipe Band) e "Taps" vengono suonati prima dell'inno nazionale in memoria dei membri delle forze armate che hanno perso la vita nella linea del dovere.

## Cambi di nominazione
Dal 1960 al 1984 la gara era conosciuta come World 600. Nel 1985, il nome della gara fu cambiato in Coca-Cola World 600. Nel 1986 il nome fu abbreviato in Coca-Cola 600, o Coke 600 con cui veniva chiamata il tempo. Il nome cambiò nuovamente nel 2002 in Coca-Cola Racing Family 600, riferendosi alla famiglia di piloti Coca-Cola sponsorizzati dalla Coca-Cola. Nel 2003 il nome tornò alla Coca-Cola 600.

## Gare Notevoli
- 1960: Nella prima edizione del World 600 del 1960, la Pontiac di Don O'Dell distrusse la portiera del conducente della Chevy di Lenny Page. Lenny Page è stato fortunato a sopravvivere all'impatto e in seguito si è trovato in condizioni critiche. Il giornalista Chris Economaki si è precipitato sulla scena e ha applicato la RCP fino all'arrivo delle squadre di sicurezza. Successivamente gli è stato attribuito il merito di aver salvato la vita di Lenny.
- 1961: La gara vide numerosi incidenti, inclusa una brutta collisione che coinvolse il pilota Reds Kagle, che perse una gamba quando la sua Ford sfondava il guardrail alla curva tre. David Pearson ha perso quasi tutto il suo vantaggio su più giri quando una gomma è scoppiata arrivando alla bandiera bianca, ma ha concluso la gara da vincitore, il suo primo nelle gare del Grand National.
- 1964: Fireball Roberts subì un duro incidente in questa gara, provocando un inferno. Roberts rimase gravemente ustionato e morì per complicazioni il 2 luglio dello stesso anno.
- 1974: La gara fu ridotta a 540 miglia a causa della breve crisi del carburante della nazione, che fu vinta da David Pearson su Richard Petty. Il vantaggio è cambiato 37 volte tra Pearson, Petty, Cale Yarborough, Buddy Baker e Donnie Allison, il maggior numero di cambiamenti di vantaggio nella storia dell'evento fino a quel momento.
- 1975: Richard Petty, dopo anni di frustrazione, ottiene finalmente la sua prima vittoria al Mondiale 600, procedendo a doppiare il campo. Inoltre; un altro futuro sette volte campione, Dale Earnhardt, ha fatto il suo debutto nella Cup Series; finendo 21º, una posizione davanti al suo futuro capo Richard Childress.
- 1976: Bruton Smith riprende il pieno controllo della superstrada con le dimissioni dell'ex presidente della pista Richard Howard. Nel tentativo di aumentare la promozione della gara, Janet Guthrie è stata iscritta in un'auto distrutta da Ralph Moody. Pearson ha battuto nuovamente Petty dopo che una gomma tagliata ha fatto cadere Yarborough dal giro di testa.
- 1977: Due leggende delle corse vincono gare nello stesso giorno. Richard Petty ha vinto la sua seconda World 600, mentre A. J. Foyt stava vincendo la sua quarta Indy 500.
- 1978: Darrell Waltrip vinse la prima delle sue cinque 600 record nel 1978 in una sparatoria con sei auto; nell'ultimo giro Benny Parsons e David Pearson sono caduti. Il vantaggio è cambiato 43 volte, i 600 più competitivi fino a quel momento della sua storia.
- 1979: La gara ha visto il maggior numero di cambi di vantaggio (59) nella storia della gara. Darrell Waltrip ha vinto su Richard Petty e il debuttante Dale Earnhardt.
- 1980: La gara durò sette ore a causa di 14 bandiere di cautela e due lunghe bandiere rosse di pioggia. Diversi guasti agli pneumatici hanno contribuito a provocare un’epidemia di incidenti; al giro 275 Dale Earnhardt ha fatto esplodere una gomma e il suo testacoda ha raggiunto Bobby Allison, Cale Yarborough e David Pearson. Waltrip era in testa ma è stato sfidato negli ultimi 20 giri da Benny Parsons; i due hanno lottato cambiando il comando circa sette volte prima che Parsons superasse Waltrip di una lunghezza di macchina.
- 1982: Neil Bonnett vince il suo primo Mondiale 600 guidando la famosa Ford n. 21 dei Wood Brothers.
- 1983: Neil Bonnett vince il suo secondo Mondiale 600 guidando la Chevrolet Rahmoc-Hodgdon n. 75.
- 1985: Un notevole clamore pre-gara circondò la gara quando Bill Elliott partecipò con la possibilità di vincere un bonus in contanti di un milione di dollari per un "piccolo slam" delle quattro major di questo sport. Elliott ha vinto la pole position e ha condotto 81 giri, ma al traguardo è sceso al 18º posto. Darrell Waltrip ha ottenuto la vittoria, una vittoria chiave sulla strada verso il campionato. Waltrip (che aveva vinto la gara inaugurale All-Star il giorno prima) quasi perse la gara dopo una controversia sullo scambio di auto/motore con il direttore della competizione della NASCAR Dick Beatty.[9] Elliott vinse il Winston Million più avanti nella stagione a Darlington, ma non vinse mai i 600 nella sua carriera.
- 1988: Nel mezzo di una guerra di pneumatici tra Goodyear Tire and Rubber Company e Hoosier Racing Tire (ora parte di Continental AG), diversi guasti agli pneumatici hanno rovinato la gara All-Star della settimana precedente, tutti coinvolgendo Goodyear. Goodyear ha ritirato gli pneumatici originariamente progettati per la 600 e li ha sostituiti con una mescola più dura. Solo Dave Marcis rimase con le gomme Goodyear più dure per la 600. Ma durante la 600, i guasti agli pneumatici Hoosier erano dilaganti. Darrell Waltrip è sopravvissuto e ha battuto Rusty Wallace per la vittoria, diventando il primo quattro volte vincitore della gara.
- 1989: Darrell Waltrip diventa l'unico pilota a vincere l'evento per la quinta volta record (1978, 1979, 1985, 1988, 1989). Dopo aver vinto anche la Daytona 500 di apertura della stagione, Waltrip ora aveva vinto due dei quattro major di questo sport, preparandosi per il bonus da un milione di dollari per un piccolo slam a Darlington. Non avrebbe avuto successo. (Waltrip non aveva vinto la finale major, Darlington, e non aveva mai preso la bandiera a scacchi per vincere la Southern 500; la sua ultima vittoria in carriera, in quella gara nel 1992, ebbe luogo quando prese il comando durante i pit stop al giro 293 e la gara è stato sospeso con bandiera rossa dopo 298 giri per pioggia, dopodiché non è mai stato completato.)
- 1992: La gara ha visto un finale controverso. Dale Earnhardt è uscito dai pit stop tardivi con bandiera verde in testa dopo essere rimasto indietro di circa tre secondi entrando ai box; ci sono state lamentele da parte di diversi team, in particolare Morgan-McClure Motorsports, il cui pilota Ernie Irvan è arrivato secondo, secondo cui Earnhardt aveva infranto il limite di velocità sui box imposto dalla NASCAR. Questa gara, l'ultima Coca-Cola 600 ad essere corsa interamente alla luce del giorno, segnò l'unica vittoria per Earnhardt nel 1992.
- 1993: Earnhardt fu nuovamente tormentato da polemiche venendo prima arrestato per eccesso di velocità sulla pit road, poi penalizzato di un giro per guida aggressiva dopo aver fatto girare la macchina di Greg Sacks. Durante un pit-stop, è stato penalizzato per non aver serrato tutti e 5 i dadi, quando in realtà erano tutti e 5 serrati. La NASCAR ha lanciato la cautela dopo la debacle, ma Earnhardt ha recuperato i due giri che aveva a disposizione per prendere il comando verso la fine della gara nel suo cammino verso la sua terza vittoria alla Coca-Cola 600. Questa è stata anche la prima Coca-Cola 600 ad iniziare a tarda giornata e terminare sotto le luci, cosa che è stata fatta da allora.
- 1994: Il pilota del secondo anno Jeff Gordon vince la prima gara della sua carriera. La sua squadra ha scommesso sull'ultimo pit-stop, montando solo due pneumatici, dandogli una migliore posizione in pista.
- 1995: La gara fu un evento drammatico poiché il comando cambiò 32 volte, il massimo dal 1988, e la battaglia per il comando divenne un vivace affare a più giri tra Bobby Labonte, Dale Earnhardt, Rusty Wallace e Sterling Marlin. Labonte ha spinto Earnhardt fuori dal comando verso la fine della gara e ha sudato nelle ultime soste con bandiera verde per fare rifornimento per ottenere la vittoria, la sua prima nella Winston Cup.
- 2000: Quest'anno si parlava di Dale Earnhardt Jr. che cercava di essere il primo debuttante a vincere la gara, conquistando la pole e dominando tutte le fasi della gara. Tuttavia, Matt Kenseth è diventato il primo debuttante a vincere la gara dopo aver tenuto a bada Bobby Labonte negli ultimi giri. È stata la prima vittoria in carriera di Kenseth.
- 2001: Mentre Jeff Burton vinse la gara, Tony Stewart stupì il mondo delle corse completando con successo l'intera distanza del Memorial Day Double.
- 2005: Durante questa gara, un nuovo record per il maggior numero di bandiere gialle di qualsiasi gara della NASCAR Cup Series è stato stabilito a 22 ammonizioni. Inoltre, a fine gara è stata esposta una bandiera rossa a causa dei detriti. Nell'ultimo giro, Jimmie Johnson ha superato Bobby Labonte alla curva quattro, rivendicando la bandiera a scacchi per pochi centimetri. In tal modo è diventato il primo pilota a vincere tre Coca-Cola 600 consecutive. L'anno successivo sarebbe arrivato secondo a Kasey Kahne.
- 2007: In uno dei più grandi sconvolgimenti della NASCAR, Casey Mears ha vinto. Tony Stewart era in testa a dieci giri dalla fine, sperando di vincere la sua prima Coca-Cola 600, ma è dovuto rientrare ai box per fare rifornimento a 8 giri dalla fine, dando il comando a Dale Earnhardt Jr. finché non ha finito il carburante. Denny Hamlin era in testa a sette giri dalla fine finché anche lui rimase senza carburante. Mears, alla guida della Hendrick Motorsports nel numero 25, ha preso il comando per sei giri rimanenti per vincere, rimanendo senza carburante subito dopo aver tagliato il traguardo. L'intero podio era composto da J. J. Yeley (2°) e Kyle Petty (terzo). È stato il risultato finale sul podio per tutti e tre i piloti. Reed Sorenson (4°) e Brian Vickers (5°) hanno completato i primi cinque.
- 2009: Nonostante sia soprannominata la 24 Ore di Charlotte, è stata la corsa più breve della sua storia. La gara è stata ritardata da domenica a lunedì a causa di un temporale, e il giorno successivo altra pioggia ha costretto la gara a terminare a soli 227 giri, anche se ci sono volute sei ore e mezza di maratona per arrivare a quel punto, a causa delle frequenti interruzioni di ammonizioni della concorrenza e tre bandiere rosse, incluso un periodo di due ore sotto la bandiera rossa che ha concluso la gara e dichiarato vincitore David Reutimann, uno dei pochi piloti che ha deciso di non rientrare ai box sotto l'ammonizione finale. Reutimann è stato il secondo vincitore a sorpresa per la prima volta nel 2009 dopo la vittoria di Brad Keselowski a Talladega il mese prima.
- 2011: la corsa del 2011, a 603 miglia, era la distanza più lunga nella storia della NASCAR all'epoca.[10] Dale Earnhardt Jr., cercando di rompere una lunga siccità senza vittorie, è rimasto senza benzina all'uscita della curva 4 e Kevin Harvick ha ottenuto la sua terza vittoria del 2011.
- 2013: La corsa del 2013 è stata segnalata con bandiera rossa dopo 126 giri, quando un cavo che supportava una Skycam utilizzata da Fox Sports sul tratto anteriore della pista, si spezzò e cadde sulla superficie della corsa. Diversi spettatori sono rimasti feriti a causa del guasto e diverse auto da corsa sono state danneggiate.[11] La gara è ripresa ma è stata nuovamente segnalata con la bandiera rossa al giro 325 per un grosso incidente all'ingresso della prima curva. Kevin Harvick ha vinto la gara per la seconda volta quando ha preso due gomme nell'ultima cautela e ha superato Kasey Kahne, che non si è fermato ai box.
- 2014: Jimmie Johnson vince la sua quarta Coca-Cola 600, la prima dal 2005. Durante la gara è stata scattata la foto più grande del mondo. L'immagine da 348 gigapixel catturata durante la gara è 70.000 volte più grande di un autoritratto standard e consente a ciascuno degli oltre 100.000 fan sugli spalti che hanno partecipato all'evento di ingrandire l'immagine a 360 gradi e ritrovarsi.[12]
- 2015: Carl Edwards vince la sua prima Coca-Cola 600 e primo mentre guidava per Joe Gibbs Racing.
- 2016: Martin Truex Jr. è partito dalla pole e ha condotto un record dell'evento di 392 giri su 400 e un record della serie di 588 su 600 miglia lungo il percorso verso la sua prima vittoria alla Coca-Cola 600. Inoltre, la gara è stata la Coca più veloce -Cola 600 nella storia ad una velocità media di 160.655, facendo registrare 3 ore, 44 minuti e 5 secondi.
- 2017: Prima gara che si svolgerà in quattro tappe anziché tre. Austin Dillon, esausto, ha tenuto a bada Kyle Busch per ottenere la sua prima vittoria in Coppa in carriera. La gara ha segnato anche il ritorno della numero 3 sulla corsia della vittoria per la prima volta da quando Dale Earnhardt ha ottenuto la sua ultima vittoria in carriera a Talladega nel 2000. Poco prima della metà, un temporale ha ritardato la gara di un'ora e 30 minuti. Con il ritardo, la gara si è conclusa alle 00:30 EDT del Memorial Day lunedì. Danica Patrick conduce 7 giri diventando la prima donna a guidare la Coca-Cola 600.
- 2018: Kyle Busch ha dominato la gara vincendo travolgendo tutte le tappe e conducendo 377 dei 400 giri per ottenere la sua prima vittoria in carriera a Charlotte, rendendolo il primo pilota a vincere una gara su ogni circuito della Cup Series a cui ha gareggiato alle e ogni traccia presente nel programma attuale.
- 2019: Il 21enne William Byron è stato il pilota più giovane di sempre a conquistare la pole position per la Coca-Cola 600.[13] Con 16 bandiere di avvertenza e un tempo trascorso di 4 ore e 50 minuti, questa corsa della gara è diventata la più lunga dal 2005, da allora superata dalla corsa del 2022.
- 2020: Con le restrizioni governative sulla pandemia COVID-19 che colpiscono tutti gli sport in tutta l'America, la NASCAR è continuata dopo un'assenza di due mesi, ma ha anche vietato ai fan sugli spalti. Chase Elliott sembrava sul punto di vincere l'evento finché il suo compagno di squadra William Byron non è andato in testacoda mettendo in guardia a soli due giri dalla fine. Elliott ha deciso di rientrare ai box con gli altri mentre Brad Keselowski è rimasto fuori ereditando il comando per un finale a scacchi bianco-verdi. Elliott ha caricato dall'11º al 3º posto con Keselowski che ha regalato a Roger Penske la sua seconda vittoria nei 600 su Jimmie Johnson in un giorno in cui la 500 Miglia di Indianapolis è stata rinviata a causa della pandemia. Nella tecnologia post-gara, l'auto di Johnson ha violato gli allineamenti del retrotreno squalificandolo dal 2° all'ultimo (40°) e portando Elliott al secondo. La pioggia ha ritardato l'evento di un'ora e quaranta minuti dopo soli 50 giri, con la bandiera a scacchi sventolata poco dopo la mezzanotte del Memorial Day. La gara terminata con i tempi supplementari ha battuto il record per la corsa NASCAR più lunga stabilito nel 2011. Keselowski ha tagliato la linea di partenza/arrivo dopo aver completato 405 giri/607,5 miglia, battendo il record del 2011 di 402 giri/603 miglia.
- 2022: La corsa del 2022, a 619,5 miglia, determinata da due tempi supplementari, ha battuto il record per la gara NASCAR più lunga di 12 miglia. Con 18 bandiere di avvertenza e un tempo trascorso di cinque ore e 13 minuti, questa corsa ha superato il 2019 come la corsa più lunga della gara dal 2005, arrivando a 46 secondi di tempo di gara meno di quella gara.

## Vincitori per la prima volta
La Coca-Cola 600 è stata il luogo delle prime vittorie di molti piloti, tra cui Casey Mears (2007), David Reutimann (2009) e i futuri campioni David Pearson (1961), Jeff Gordon (1994), Bobby Labonte (1995), e Matt Kenseth (2000). Il pilota più recente ad avere la 600 come prima vittoria è stato Austin Dillon, che ha vinto nel 2017.

## Edizioni
| Anno | Data         | N° | Pilota           | Scuderia                     | Produttore | Distanza | Distanza | Tempo   | Media   | Resoconto |
| Anno | Data         | N° | Pilota           | Scuderia                     | Produttore | Giri     | Miglia   | Tempo   | Media   | Resoconto |
| ---- | ------------ | -- | ---------------- | ---------------------------- | ---------- | -------- | -------- | ------- | ------- | --------- |
| 1960 | 19 giugno    | 89 | Joe Lee Johnson  | Paul McDuffie                | Chevrolet  | 400      | 600      | 5:34:06 | 107,735 | Resoconto |
| 1961 | 28 maggio    | 3  | David Pearson    | John Masoni                  | Pontiac    | 400      | 600      | 5:22:29 | 111,633 | Resoconto |
| 1962 | 27 maggio    | 29 | Nelson Stacy     | Holman-Moody                 | Ford       | 400      | 600      | 4:46:44 | 125,552 | Resoconto |
| 1963 | 2 giugno     | 28 | Fred Lorenzen    | Holman-Moody                 | Ford       | 400      | 600      | 4:31:52 | 132,417 | Resoconto |
| 1964 | 24 maggio    | 41 | Jim Paschal      | Petty Enterprises            | Plymouth   | 400      | 600      | 4:46:14 | 125,772 | Resoconto |
| 1965 | 23 maggio    | 28 | Fred Lorenzen    | Holman-Moody                 | Ford       | 400      | 600      | 4:55:38 | 121,722 | Resoconto |
| 1966 | 22 maggio    | 42 | Marvin Panch     | Petty Enterprises            | Plymouth   | 400      | 600      | 4:26:35 | 135,042 | Resoconto |
| 1967 | 28 maggio    | 14 | Jim Paschal      | Frieden Enterprises          | Plymouth   | 400      | 600      | 4:25:02 | 135,832 | Resoconto |
| 1968 | 26 maggio    | 3  | Buddy Baker      | Ray Fox                      | Dodge      | 255      | 382.5    | 3:04:14 | 104,207 | Resoconto |
| 1969 | 25 maggio    | 98 | LeeRoy Yarbrough | Junior Johnson & Associates  | Mercury    | 400      | 600      | 4:27:56 | 134,361 | Resoconto |
| 1970 | 24 maggio    | 27 | Donnie Allison   | Banjo Matthews               | Ford       | 400      | 600      | 4:37:36 | 129,68  | Resoconto |
| 1971 | 30 maggio    | 12 | Bobby Allison    | Holman-Moody                 | Mercury    | 400      | 600      | 4:16:20 | 140,422 | Resoconto |
| 1972 | 28 maggio    | 11 | Buddy Baker      | Petty Enterprises            | Dodge      | 400      | 600      | 4:13:04 | 142,255 | Resoconto |
| 1973 | 27 maggio    | 71 | Buddy Baker      | Nord Krauskopf               | Dodge      | 400      | 600      | 4:26:53 | 134,89  | Resoconto |
| 1974 | 26 maggio    | 21 | David Pearson    | Wood Brothers Racing         | Mercury    | 360      | 540      | 3:58:21 | 135,72  | Resoconto |
| 1975 | 25 maggio    | 43 | Richard Petty    | Petty Enterprises            | Dodge      | 400      | 600      | 4:07:42 | 145,327 | Resoconto |
| 1976 | 30 maggio    | 21 | David Pearson    | Wood Brothers Racing         | Mercury    | 400      | 600      | 4:22:06 | 137,352 | Resoconto |
| 1977 | 29 maggio    | 43 | Richard Petty    | Petty Enterprises            | Dodge      | 400      | 600      | 4:21:29 | 137,676 | Resoconto |
| 1978 | 28 maggio    | 88 | Darrell Waltrip  | DiGard Motorsports           | Chevrolet  | 400      | 600      | 4:20:12 | 138,355 | Resoconto |
| 1979 | 27 maggio    | 88 | Darrell Waltrip  | DiGard Motorsports           | Chevrolet  | 400      | 600      | 4:23:24 | 136,674 | Resoconto |
| 1980 | 25 maggio    | 27 | Benny Parsons    | M. C. Anderson Racing        | Chevrolet  | 400      | 600      | 5:01:51 | 119,265 | Resoconto |
| 1981 | 24 maggio    | 28 | Bobby Allison    | Ranier-Lundy                 | Buick      | 400      | 600      | 4:38:22 | 129,326 | Resoconto |
| 1982 | 30 maggio    | 21 | Neil Bonnett     | Wood Brothers Racing         | Ford       | 400      | 600      | 4:36:48 | 130,058 | Resoconto |
| 1983 | 29 maggio    | 75 | Neil Bonnett     | RahMoc Enterprises           | Chevrolet  | 400      | 600      | 4:15:51 | 140,707 | Resoconto |
| 1984 | 27 maggio    | 22 | Bobby Allison    | DiGard Motorsports           | Buick      | 400      | 600      | 4:38:34 | 129,233 | Resoconto |
| 1985 | 26 maggio    | 11 | Darrell Waltrip  | Junior Johnson & Associates  | Chevrolet  | 400      | 600      | 4:13:52 | 141,807 | Resoconto |
| 1986 | 25 maggio    | 3  | Dale Earnhardt   | Richard Childress Racing     | Chevrolet  | 400      | 600      | 4:16:24 | 140,406 | Resoconto |
| 1987 | 24 maggio    | 21 | Kyle Petty       | Wood Brothers Racing         | Ford       | 400      | 600      | 4:33:48 | 131,483 | Resoconto |
| 1988 | 29 maggio    | 17 | Darrell Waltrip  | Hendrick Motorsports         | Chevrolet  | 400      | 600      | 4:49:15 | 124,46  | Resoconto |
| 1989 | 28 maggio    | 17 | Darrell Waltrip  | Hendrick Motorsports         | Chevrolet  | 400      | 600      | 4:09:52 | 144,077 | Resoconto |
| 1990 | 27 maggio    | 27 | Rusty Wallace    | Blue Max Racing              | Pontiac    | 400      | 600      | 4:21:32 | 137,65  | Resoconto |
| 1991 | 26 maggio    | 28 | Davey Allison    | Robert Yates Racing          | Ford       | 400      | 600      | 4:19:05 | 138,951 | Resoconto |
| 1992 | 24 maggio    | 3  | Dale Earnhardt   | Richard Childress Racing     | Chevrolet  | 400      | 600      | 4:30:43 | 132,98  | Resoconto |
| 1993 | 30 maggio    | 3  | Dale Earnhardt   | Richard Childress Racing     | Chevrolet  | 400      | 600      | 4:07:25 | 145,504 | Resoconto |
| 1994 | 29 maggio    | 24 | Jeff Gordon      | Hendrick Motorsports         | Chevrolet  | 400      | 600      | 4:18:10 | 139,445 | Resoconto |
| 1995 | 28 maggio    | 18 | Bobby Labonte    | Joe Gibbs Racing             | Chevrolet  | 400      | 600      | 3:56:55 | 151,952 | Resoconto |
| 1996 | 26 maggio    | 88 | Dale Jarrett     | Robert Yates Racing          | Ford       | 400      | 600      | 4:03:56 | 147,581 | Resoconto |
| 1997 | 25/26 maggio | 24 | Jeff Gordon      | Hendrick Motorsports         | Chevrolet  | 333      | 499.5    | 3:39:10 | 136,745 | Resoconto |
| 1998 | 24 maggio    | 24 | Jeff Gordon      | Hendrick Motorsports         | Chevrolet  | 400      | 600      | 4:23:52 | 136,424 | Resoconto |
| 1999 | 30 maggio    | 99 | Jeff Burton      | Roush Racing                 | Ford       | 400      | 600      | 3:57:50 | 151,367 | Resoconto |
| 2000 | 28 maggio    | 17 | Matt Kenseth     | Roush Racing                 | Ford       | 400      | 600      | 4:12:23 | 142.640 | Resoconto |
| 2001 | 27 maggio    | 99 | Jeff Burton      | Roush Racing                 | Ford       | 400      | 600      | 4:20:40 | 138,107 | Resoconto |
| 2002 | 26 maggio    | 6  | Mark Martin      | Roush Racing                 | Ford       | 400      | 600      | 4:21:23 | 137,729 | Resoconto |
| 2003 | 25 maggio    | 48 | Jimmie Johnson   | Hendrick Motorsports         | Chevrolet  | 276      | 414      | 3:16:50 | 126,198 | Resoconto |
| 2004 | 30 maggio    | 48 | Jimmie Johnson   | Hendrick Motorsports         | Chevrolet  | 400      | 600      | 4:12:10 | 142,763 | Resoconto |
| 2005 | 29 maggio    | 48 | Jimmie Johnson   | Hendrick Motorsports         | Chevrolet  | 400      | 600      | 5:13:52 | 114,698 | Resoconto |
| 2006 | 28 maggio    | 9  | Kasey Kahne      | Evernham Motorsports         | Dodge      | 400      | 600      | 4:39:25 | 128,84  | Resoconto |
| 2007 | 27 maggio    | 25 | Casey Mears      | Hendrick Motorsports         | Chevrolet  | 400      | 600      | 4:36:27 | 130,222 | Resoconto |
| 2008 | 25 maggio    | 9  | Kasey Kahne      | Gillett Evernham Motorsports | Dodge      | 400      | 600      | 4:25:09 | 135,772 | Resoconto |
| 2009 | 25 maggio    | 00 | David Reutimann  | Michael Waltrip Racing       | Toyota     | 227      | 340.5    | 2:48:59 | 120,899 | Resoconto |
| 2010 | 30 maggio    | 2  | Kurt Busch       | Penske Racing                | Dodge      | 400      | 600      | 4:08:20 | 144,966 | Resoconto |
| 2011 | 29 maggio    | 29 | Kevin Harvick    | Richard Childress Racing     | Chevrolet  | 402      | 603      | 4:33:14 | 132,414 | Resoconto |
| 2012 | 27 maggio    | 5  | Kasey Kahne      | Hendrick Motorsports         | Chevrolet  | 400      | 600      | 3:51:14 | 155,687 | Resoconto |
| 2013 | 26 maggio    | 29 | Kevin Harvick    | Richard Childress Racing     | Chevrolet  | 400      | 600      | 4:35:49 | 130,521 | Resoconto |
| 2014 | 25 maggio    | 48 | Jimmie Johnson   | Hendrick Motorsports         | Chevrolet  | 400      | 600      | 4:07:27 | 145,484 | Resoconto |
| 2015 | 24 maggio    | 19 | Carl Edwards     | Joe Gibbs Racing             | Toyota     | 400      | 600      | 4:03:34 | 147,803 | Resoconto |
| 2016 | 29 maggio    | 78 | Martin Truex Jr. | Furniture Row Racing         | Toyota     | 400      | 600      | 3:44:05 | 160,655 | Resoconto |
| 2017 | 28/29 maggio | 3  | Austin Dillon    | Richard Childress Racing     | Chevrolet  | 400      | 600      | 4:19:22 | 138,8   | Resoconto |
| 2018 | 27 maggio    | 18 | Kyle Busch       | Joe Gibbs Racing             | Toyota     | 400      | 600      | 4:23:22 | 136,692 | Resoconto |
| 2019 | 26 maggio    | 19 | Martin Truex Jr. | Joe Gibbs Racing             | Toyota     | 400      | 600      | 4:50:09 | 124,074 | Resoconto |
| 2020 | 24/25 maggio | 2  | Brad Keselowski  | Team Penske                  | Ford       | 405*     | 607.5    | 4:29:55 | 135,024 | Resoconto |
| 2021 | 30 maggio    | 5  | Kyle Larson      | Hendrick Motorsports         | Chevrolet  | 400      | 600      | 3:58:45 | 150,785 | Resoconto |
| 2022 | 29 maggio    | 11 | Denny Hamlin     | Joe Gibbs Racing             | Toyota     | 413*     | 619.5    | 5:13:08 | 118,703 | Resoconto |
| 2023 | 29 maggio    | 12 | Ryan Blaney      | Team Penske                  | Ford       | 400      | 600      | 4:58:50 | 120,465 | Resoconto |
| 2024 | 26 maggio    | 20 | Christopher Bell | Joe Gibbs Racing             | Toyota     | 249      | 373.5    | 3:02:07 | 123.053 | Resoconto |

### Piloti plurivincitori
| Vittorie | Pilota           | Edizioni                     |
| -------- | ---------------- | ---------------------------- |
| 5        | Darrell Waltrip  | 1978, 1979, 1985, 1988, 1989 |
| 4        | Jimmie Johnson   | 2003, 2004, 2005, 2014       |
| 3        | Buddy Baker      | 1968, 1972, 1973             |
| 3        | David Pearson    | 1961, 1974, 1976             |
| 3        | Bobby Allison    | 1971, 1981, 1984             |
| 3        | Dale Earnhardt   | 1986, 1992, 1993             |
| 3        | Jeff Gordon      | 1994, 1997, 1998             |
| 3        | Kasey Kahne      | 2006, 2008, 2012             |
| 2        | Fred Lorenzen    | 1963, 1965                   |
| 2        | Jim Paschal      | 1964, 1967                   |
| 2        | Richard Petty    | 1975, 1977                   |
| 2        | Neil Bonnett     | 1982, 1983                   |
| 2        | Jeff Burton      | 1999, 2001                   |
| 2        | Kevin Harvick    | 2011, 2013                   |
| 2        | Martin Truex Jr. | 2016, 2019                   |

### Team plurivincitori
| Vittorie | Team                         | Edizioni                                                               |
| -------- | ---------------------------- | ---------------------------------------------------------------------- |
| 12       | Hendrick Motorsports         | 1988, 1989, 1994, 1997, 1998, 2003, 2004, 2005, 2007, 2012, 2014, 2021 |
| 6        | Richard Childress Racing     | 1986, 1992, 1993, 2011, 2013, 2017                                     |
| 5        | Petty Enterprises            | 1964, 1966, 1972, 1975, 1977                                           |
| 5        | Joe Gibbs Racing             | 1995, 2015, 2018, 2019, 2022                                           |
| 4        | Holman-Moody                 | 1962, 1963, 1965, 1971                                                 |
| 4        | Wood Brothers Racing         | 1974, 1976, 1982, 1987                                                 |
| 4        | Roush Racing                 | 1999, 2000, 2001, 2002                                                 |
| 3        | DiGard Motorsports           | 1978, 1979, 1984                                                       |
| 3        | Team Penske                  | 2010, 2020, 2023                                                       |
| 2        | Junior Johnson & Associates  | 1969, 1985                                                             |
| 2        | Robert Yates Racing          | 1991, 1996                                                             |
| 2        | Gillett Evernham Motorsports | 2006, 2008                                                             |

### Costruttori plurivincitori
| Vittorie | Costruttori | Edizioni |
| -------- | ----------- | --- |
| 25       | Chevrolet   | 1960, 1978, 1979, 1980, 1983, 1985, 1986, 1988, 1989, 1992, 1993, 1994, 1995, 1997, 1998, 2003, 2004, 2005, 2007, 2011, 2012, 2013, 2014, 2017, 2021 |
| 14       | Ford        | 1962, 1963, 1965, 1970, 1982, 1987, 1991, 1996, 1999, 2000, 2001, 2002, 2020, 2023                                                                   |
| 8        | Dodge       | 1968, 1972, 1973, 1975, 1977, 2006, 2008, 2010 |
| 6        | Toyota      | 2009, 2015, 2016, 2018, 2019, 2022 |
| 4        | Mercury     | 1969, 1971, 1974, 1976 |
| 3        | Plymouth    | 1964, 1966, 1967 |
| 2        | Buick       | 1981, 1984 |
| 2        | Pontiac     | 1961, 1990 |